# Крона Королевства сербов, хорватов и словенцев
Крона Королевства сербов, хорватов и словенцев (Югославская крона) (серб. круна, хорв. kruna, словен. krona) — временная параллельная валюта Королевства сербов, хорватов и словенцев в 1919—1920 годах, обращавшаяся параллельно с динаром в соотношении: 4 кроны = 1 динар.

## История
На территориях, отошедших в результате распада Австро-Венгрии к Королевству сербов, хорватов и словенцев, продолжала обращаться австро-венгерская крона. В январе 1919 года было произведено штемпелевание банкнот Австро-Венгерского банка в 10, 20, 50, 100 и 1000 крон. Банкноты в 1 и 2 кроны официально не штемпелевались, но известны проштампованные экземпляры банкнот.
Вскоре Министерство финансов выпустило банкноты образца 1919 года в динарах, на которые путём надпечатки был нанесён номинал в кронах: 1⁄2 динара — 2 кроны, 1 динар — 4 кроны, 5 динаров — 20 крон, 10 динаров — 40 крон, 20 динаров — 80 крон, 100 динаров — 400 крон, 1000 динаров — 4000 крон.
Известны надпечатки с опечатками: на банкнотах в 2 и 4 кроны — «КУРНЕ» вместо «КРУНЕ», на банкнотах в 20 крон — «КУРНА» вместо «КРУНА».
Денежные знаки в геллерах не выпускались. Почтовые марки Королевства сербов, хорватов и словенцев в геллерах появились ещё до введения кроны КСХС. В 1918 году почтовыми дирекциями в Сараево и Загребе начато нанесение надпечаток с названием нового государства на австро-венгерские марки. В 1919 году серию марок «Веригар» выпустила почтовая дирекция в Любляне, они официально считаются первыми марками Югославии и Словении.
В 1920 году крона изъята из обращения.

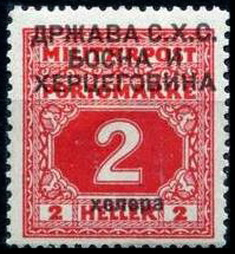
2 геллера, надпечатка Сараевской дирекции на марке военной почты, 1918
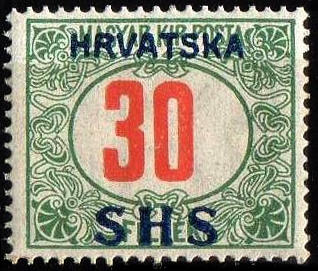
30 геллеров, надпечатка Загребской дирекции на марке венгерской почты, 1918
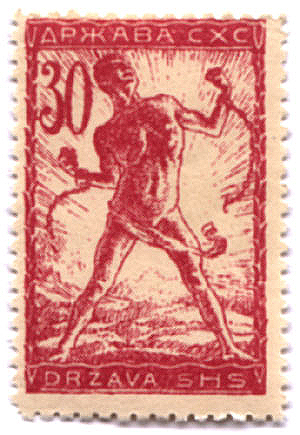
30 геллеров, марка Люблянской дирекции, 1919 («Веригар»)